# Americké náměstí
Americké náměstí je náměstí a dopravní křižovatka v Bratislavě. Nachází se ve Starém Městě a spojuje ulice Špitálská, Mickiewiczova, Májkova, Odborářské náměstí a nedaleko se nachází Floriánske náměstí.
Mezi nejvýznamnější objekty patří rohová budova, tzv. „Metropolka“, Obchodní a obytný blok Avion, Fakultní nemocnice a Lékařská fakulta Univerzity Komenského, jejíž děkanát sídlí v Aspremontově letním paláci. Uprostřed náměstí ve tvaru rovnoramenného trojúhelníku je chráněný parčík.
Přes náměstí prochází tramvajová trať z Kamenného náměstí na Trnavské mýto a Račianske mýto.